# Salsolicola stshetkini
Salsolicola stshetkini is een vlinder uit de familie bladrollers (Tortricidae). De wetenschappelijke naam is voor het eerst geldig gepubliceerd in 1960 door Kuznetsov.
De soort komt voor in Europa.